# Republik in Waffen
Die Republik Kuba in Waffen  (spanisch: República de Cuba en Armas) wurde im von Spanien besetzten Kuba durch die Revolutionäre im Kampf für die Unabhängigkeit ausgerufen. Die Asamblea de Guáimaro verabschiedete die Verfassung von Guáimaro, in der die Sklaverei abgeschafft und der Kampf für die Unabhängigkeit verankert wurde. Zu ihrem ersten Präsidenten wurde am 10. April 1869 Carlos Manuel de Céspedes gewählt. Die Regierung der República en Armas bestand bis zum Spanisch-Amerikanischen Krieg 1898. Die Zeit der República en Armas wird historisch bzw. militärisch in drei Abschnitte unterteilt,
- den Zehnjährigen Krieg (1868–1878)
- den Guerra Chiquita (Kleiner Krieg, 1879–1880)
- und den eigentlichen Unabhängigkeitskrieg (1895–1902), auch bekannt als Krieg von 1895 (Guerra del 95), der in den Spanisch-Amerikanischen Krieg mündete und mit Kubas Unabhängigkeit endete

## Geschichte
Am 10. Oktober 1868 rief der Großgrundbesitzer Carlos Manuel de Céspedes von seiner Zuckermühle La Demajagua in Manzanillo aus alle Kubaner zum Kampf gegen die spanische Kolonialmacht auf (Grito de Yara). Es wurde die República en Armas gegründet. Die Asamblea de Guáimaro verabschiedete die Verfassung von Guáimaro, in der die Sklaverei abgeschafft und der Kampf für die Unabhängigkeit verankert wurde. Carlos Manuel de Céspedes wurde zum Präsidenten der im Untergrund gebildeten kubanischen Republik gewählt. Die Republik in Waffen konnte sich in mehreren Landesteilen etablieren. Auf Grund von politischen und persönlichen Differenzen und dem Tod Ignacio Agramontes wurde Céspedes vom Parlament als Präsident am 27. Oktober 1873 abgesetzt. Er wurde am 27. Februar 1874 von den Spaniern füsiliert, nachdem sein Versteck verraten worden war. Ihm folgte als Präsident Salvador C. Betancourt in der Zeit von 1873 bis 1875 als Präsident der kubanischen Gegenregierung im Untergrund. Ihm folgte Tomás Estrada Palma. Nach vielen Misserfolgen der Spanier war es dem spanischen General Arsenio Martínez-Campos gelungen, in einer politisch-militärischen Offensive die Aufstandsbewegung zu schwächen. Präsident Tomás Estrada Palma wurde 1877 gefangen genommen. Im Frieden von Zanjón 1878 wurden den Kubanern lediglich geringe Zugeständnisse gemacht. Er gewährte den Kubanern eine Vertretung in den spanischen Cortes und legte eine schrittweise Sklavenbefreiung fest, Kuba blieb jedoch ohne echte Autonomie. Endgültig wurde die Sklaverei in Kuba erst 1886 abgeschafft.
Die Unabhängigkeitsbewegung war so nicht besänftigt worden, sondern eher gestärkt. Es folgte der Guerra Chiquita (Kleiner Krieg) 1879–1880, der auf Seiten der Aufständischen von Calixto García angeführt wurde und mit einem vollständigen spanischen Sieg endete.
Zwar war nun die Unabhängigkeitsbewegung geschwächt, aber insbesondere der Schriftsteller José Martí setzte sich mit seinem Essay Nuestra América („Unser Amerika“) für die Befreiung ganz Lateinamerikas ein. Wirtschaftliche Probleme sowie die Unwilligkeit der spanischen Kolonialverwaltung zu Kompromissen führten 1895 zu einem erneuten Aufstand unter der Führung Martís, der 1892 die Revolutionäre Partei Kubas gegründet hatte. Ihm war es gelungen, die beiden wichtigsten militärischen Führer der Unabhängigkeitsbewegung, Máximo Gómez und Antonio Maceo, zu einer Wiederaufnahme des kubanischen Unabhängigkeitskrieges zu vereinen. José Martí fiel im Kampf und wurde zum Nationalhelden. Der Guerillakrieg gegen Spanien wurde jedoch weitergeführt und brachte die Kolonialmacht an die Grenzen ihrer wirtschaftlichen Leistungsfähigkeit. Spanien reagierte mit der Berufung Valeriano Weylers zum Generalgouverneur auf Kuba. Im Kampf gegen die Aufständischen ließ er anordnen, dass sich diejenigen Bauern, die nicht als Aufständische behandelt werden wollten, in befestigten Lagern konzentrieren müssten, den sogenannten campos de reconcentración (Konzentrationslager), ohne allerdings ihre Versorgung mit Lebensmitteln und Wasser sicherzustellen. Diese Praxis forderte „mehr als 100.000“ Todesopfer.
Das spanische Vorgehen löste mit anderen Faktoren den Spanisch-Amerikanischen Krieg 1898 aus, der mit der Niederlage Spaniens endete. Für Kuba bedeutete dieser Krieg den Abschluss der jahrzehntelangen Unabhängigkeitskriege gegen Spanien und zumindest formal die Geburt als eigenständige Nation, wobei das Land nahtlos unter die Dominanz der USA geriet.

## Präsidenten
Dem ersten Präsidenten Carlos Manuel de Céspedes folgte Salvador Cisneros Betancourt in der Zeit von 1873 bis 1875 als Präsident der kubanischen Gegenregierung im Untergrund. Insgesamt gab es folgende Präsidenten der Republik in Waffen:
- Carlos Manuel de Céspedes (1868–1873)
- Salvador Cisneros Betancourt (1873–1875)
- Juan Bautista Spotorno (1875–1876)
- Tomás Estrada Palma (1876–1877, gefangen genommen)
- Francisco Javier de Céspedes (1877)
- Vicente García González (1878, schloss den Frieden von Zanjón)
- Manuel de Jesús Calvar (1878–?, Präsident im Exil)
- Salvador Cisneros Betancourt (1895–1897)
- Bartolomé Masó (1897–1898)